# Vànkovo
Vànkovo (en rus: Ваньково) és un poble (un possiólok) de l'óblast de Nijni Nóvgorod, a Rússia, segons el cens del 2010 tenia 36 habitants, pertany al municipi de Pilna.